# Ordre de l'Étoile du Ghana
L'ordre de l'Étoile du Ghana est la plus haute distinction décernée par le gouvernement du Ghana à toute personne qui a aidé la cause du pays d'une façon ou l'autre. Les récipiendaires de ce prix sont décorés à une fonction d'état, présidée par le Président de la République.

## Grades
- Compagnon (CSG) - Classe honoraire, classe civile
- Officier (OSG) - Classe honoraire, classe civile, classe militaire
- Membre (MSG) - Classe honoraire, classe civile, classe militaire, classe police

## Insigne

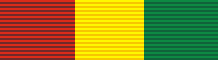
Ruban

Le ruban a trois couleurs : vert, jaune, rouge.
L'insigne est une étoile avec 7  points épais, avec en son centre, un aigle et une étoile à 5 branches.